# KitchenAid

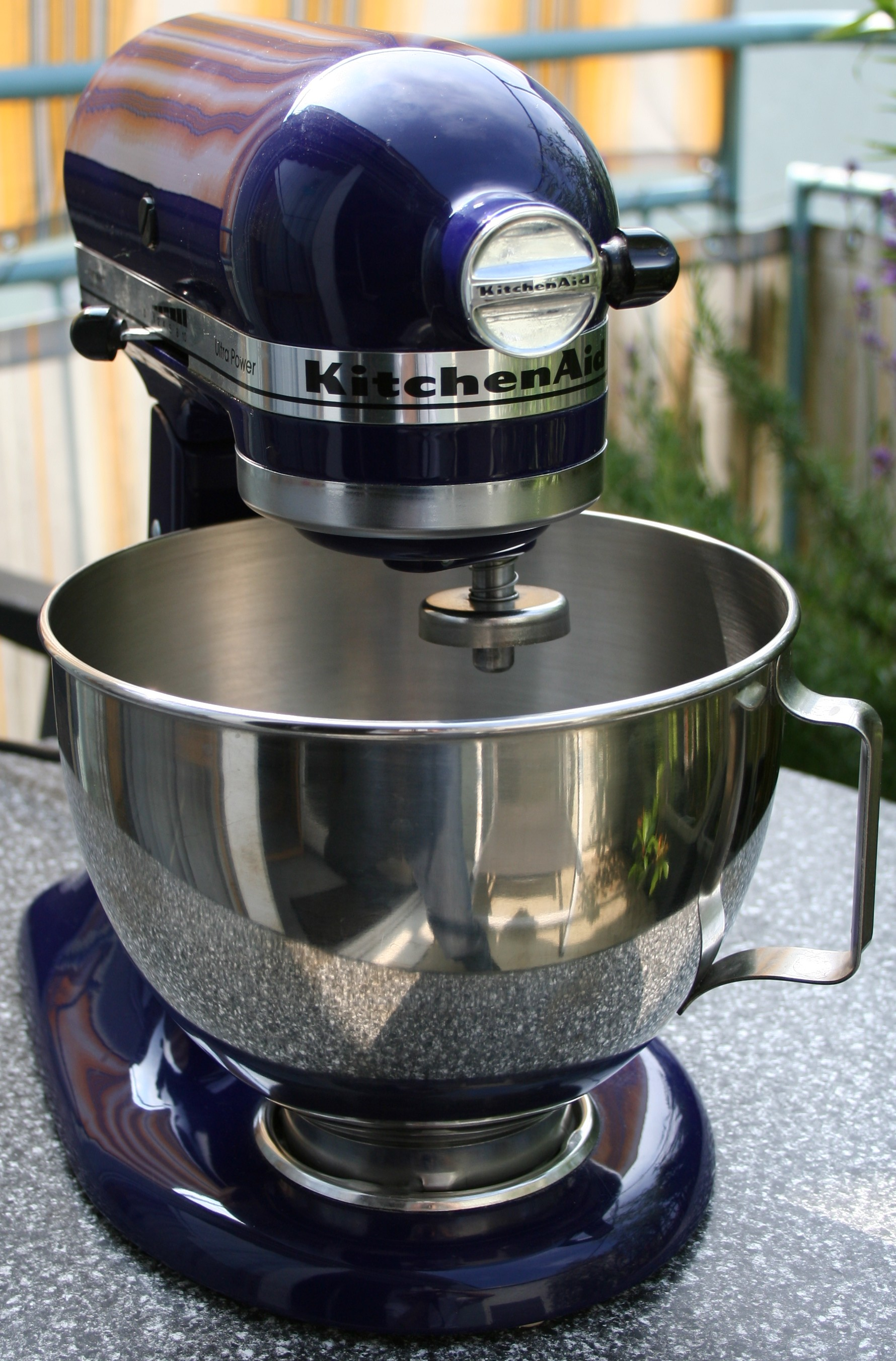
KitchenAid 'Ultra Power'

KitchenAid is een Amerikaans merk huishoudapparatuur en keukentoebehoren dat eigendom is van de Amerikaanse multinational Whirlpool Corporation. KitchenAid is vooral bekend vanwege de klassieke keukenmachine die in vele kleuren verkrijgbaar is.

## Geschiedenis
In 1914 bracht de oprichter van het bedrijf, Herbert Johnston, zijn eerste mixer op de Amerikaanse markt. De Hobart model H had een inhoud van 75 liter en was bedoeld voor gebruik in bakkerijen. Na het einde van de Eerste Wereldoorlog ontwikkelde Johnston een blender voor huishoudens. Deze verscheen in 1919 onder de naam KitchenAid Hobart model H-5. In datzelfde jaar werd de naam KitchenAid geregistreerd als handelsmerk. De mixer werd gefabriceerd in Springfield (Ohio), en het fabricagevolume was aanvankelijk beperkt tot vier stuks per dag.
In 1920 richtte Herbert Johnston de KitchenAid Manufacturing Company op en verhuisde de productie naar Troy. In 1927 kwam de Model G op de markt, dit was een compacter en goedkoper model, die voor ieder huishouden betaalbaar zou moeten zijn. Vanaf 1936 was de ontwerper Egmont Arens verantwoordelijk voor het ontwerp van keukenapparatuur. Met het ontwerp van de K-modellen won hij verschillende design awards. Het model K45 "Classic" in wit wordt al sinds 1962 aangeboden in vrijwel ongewijzigde vorm; het model "Artisan" met een krachtigere motor is verkrijgbaar in vele verschillende kleuren.
In 1980 werd het bedrijf van Hobart gekocht door Dart & Kraft. In 1986 kocht Whirlpool het KitchenAid-merk en de bijbehorende werkzaamheden. Sinds 1994 vindt de productie van KitchenAid-toestellen plaats in Greenville. De Europese markt wordt ondersteund door een hoofdkwartier in Brussel.